# Ota Benga
Ota Benga (cap al 1883 - 20 de març de 1916) va ser un home congolès, un Mbuti pigmeu conegut per haver estat mostrat en una exposició d'antropologia a la Louisiana Purchase Exposition de St. Louis, Missouri el 1904, i en una gàbia el 1906 al Zoològic del Bronx. Benga havia estat adquirit per comerciants esclaus africans que treballaven per l'explorador Samuel Phillips Verner, un home de negocis que buscava africans per l'exposició. Va viatjar amb Verner als Estats Units. Al Zoològic del Bronx, Benga es podia moure lliurement als jardins abans i després de ser exhibit al zoològic Monkey House. Amb l'excepció d'una breu visita amb Verner a Àfrica després del tancament de la fira de Saint Louis, Benga va viure als Estats Units, la major part del temps a Virgínia, durant la resta de la seva vida.
Mostres d'éssers humans no occidentals com a exemples de «les etapes més primerenques» de l'evolució humana eren comunes al principi del segle xx, quan les teories racials eren freqüentment relacionades amb conceptes de la biologia evolutiva. Diaris africans i americans van publicar editorials molt crítics al tractament que rebia Benga. R.S. MacArthur, portaveu d'una delegació d'esglésies negres, va demanar a la Ciutat de Nova York pel seu alliberament del Zoològic del Bronx.
L'alcalde va alliberar Benga a la custòdia de James Reverend M. Gordon, que va supervisar l'asil per a orfes Howard Colored de Brooklyn i li va buscar un lloc. El mateix any Gordon va preparar un viatge a Benga per Virgínia, on li va comprar roba americana i li va arreglar les dents perquè el jove pogués ser acceptat més fàcilment a la societat local. En Benga va rebre educació en anglès i va començar a treballar. Anys més tard, amb l'esclat de Primera Guerra Mundial les esperances de tornar a Àfrica es van esvair. Tant aquest fet, com el tractament inhumà que va rebre, va durar la major part de la seva vida, i li va provocar una depressió. Es va suïcidar el 1916 amb 32 anys.

## Biografia

### Primers anys
Com a membre de la comunitat Mbuti, Ota Benga va viure en boscos equatorials a prop del riu Kasai on hi havia el Congo belga. La seva gent va ser assassinada per la Force Publique, establerta per Leopold II de Bèlgica com una milícia per controlar el treball dels nadius per d'explotar les reserves de cautxú del Congo. Benga va perdre la seva muller i els seus dos fills, i va sobreviure només perquè estava caçant mentre el seu poble era atacat. Més tard fou capturat per esclavistes.
L'home de negocis americà i explorador Samuel Phillips Verner va viatjar a Àfrica el 1904 contractat per per la Louisiana Purchase Exposition, una gran fira de St. Louis, per portar un grup de pigmeus per ser exposats. Per demostrar el creixement de la disciplina antropològica, el científic W. J. McGee pretenia mostrar "representants dels pobles de tot el món, des dels petits pigmeus als pobles més gegantins, dels negres més foscos als blancs dominants" per mostrar el que en aquell moment s'acostumava a qualificar d'evolució cultural. Verner va descobrir Ota Benga mentre es dirigia al poble de Batwa; va negociar la compra de Benga als esclavistes a canvi d'una lliura de sal i un rotllo de tela. Verner vés tard va defensar que havia rescatat a Benga dels caníbals. Els dos van estar junts diverses setmanes abans d'arribar a l'objectiu del viatge. Allà els viatgers van tractar amb recel al muzungu (home blanc) a causa dels abusos de les forces del rei Leopold. Verner era incapaç a reclutar altres nadius per unir-se a l'expedició fins que Benga va explicar-los que el muzungu li havia salvat la vida, que el vincle havia crescut entre ells, i la seva curiositat per conèixer el món d'on venia Verner. Quatre Batwa, tots homes, finalment els van acompanyar. Verner també es va endur altres africans no pigmeus: cinc homes del Bakuba, incloent el fill del rei Ndombe, governador del Bakuba, i altres pobles relacionats. Eren els "Vermells Africans" segons la nomenclatura col·lectiva dels antropòlegs contemporanis.

### Exposicións

#### Fira Mundial de St. Louis

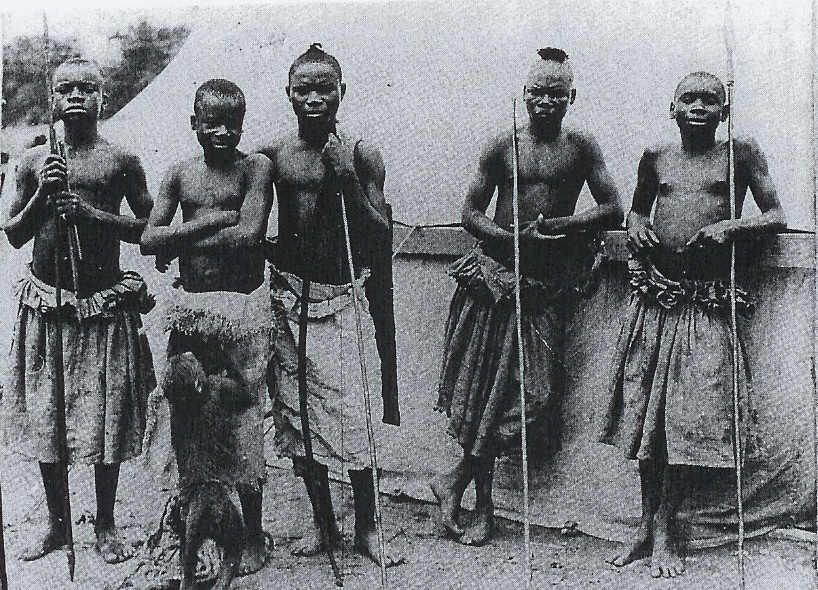
Benga (Segon per l'esquerre) i el Batwa a St. Louis

El grup va arribar a St. Louis, Missouri al juny de 1904 sense Verner, que havia agafat la malària. La Louisiana Purchase Exposition ja hi havia començat, i els africans immediatament es van convertir en el centre d'atenció. Ota Benga era particularment popular, i es van fer moltes informacions amb noms com Artiba, Autobank, Ota Bang, i Otabenga. Tenia una personalitat amigable, i els visitants frisaven per veure les seves dents, que havien estat llimades fins a acabar amb punxa durant la seva joventut com a decoració ritual. L'africà va aprendre a cobrar per sortir a les fotografies i fer actuacions. En un diari s'anunciava Ota Benga com "l'únic caníbal africà genuí d'Amèrica", indicant que "cobra cinc cèntims per mostrar les seves dents als visitants".
Quan Verner va arribar un mes més tard, es va adonar que els pigmeus eren més presoners que intèrprets. Els seus intents d'alliberar-los plàcidament cada diumenge al bosc no arribaven enlloc per la fascinació de les multituds. Els intents de McGee per presentar una "exposició" científica seriosa tampoc fructificaren. El 28 de juliol els africans van haver d'actuar segons les idees preconcebudes de la multitud sobre el seu salvatgisme, de manera que es va cridar al primer regiment d'Illinois per controlar la torba. Benga i els altres africans finalment van actuar en un espectacle de recreació d'una guerra, imitant als Indis americans que havien vist a l'Exposició. El cap apatxe Gerónimo (presentat com "El tigre humà, i que va rebre un reconeixement del Departament de Guerra) va admirar Benga, i li va donar una de les seves puntes de sageta. Pels seus esforços, a Verner li va ser atorgada la medalla d'or en antropologia al finalitzar l'exposició.

#### Museu Americà d'Història Natural
Benga va acompanyar Verner quan va retornar els altres africans al Congo. Van viure un temps amb els Batwa abans de continuar. Es va casar amb una dona Batwa que més tard va morir per la picada d'una serp, però poc se'n sap d'aquest segon matrimoni de Benga. Va considerar que no estava a gust amb els Batwa i va decidir tornar amb Verner als Estats Units.
Verner finalment va acordar amb Benga que estaria en una habitació que sobrava del Museu Americà d'Història Natural dins la Ciutat de Nova York mentre ell es dedicava a altres negocis. Verner va negociar amb el conservador Henry Bumpus sobre la presentació de les seves adquisicions d'Àfrica i una possible feina. Mentre que Bumpus va rebutjar la demanda de Verner, que volia cobrar el prohibitiu sou de 175$ al mes, es va mostrar interessat en Benga. Amb un vestit de lli d'estil del sud per entretenir els visitants, Benga inicialment va gaudir del seu temps al museu. Va esdevenir un home nostàlgic, tanmateix.

Els escriptors Bradford i Blume va imaginar els seus sentiments:
Qui al principi reclamava la seva atenció ara el vol expulsar. Embogeix per estar tancat –per haver estat totalitat engolit– massa temps. Tenia una imatge d'ell mateix embotit darrere el vidre, però d'alguna manera resta viu, ajupit sobre un fals foc de camp, alimentant-se de carn de menú de nen. El silenci de museu esdevenia una font de turment, una classe de soroll; necessitava el soroll dels ocells, el vent, els arbres.
El desafecte Benga intentava sobreviure als empresaris que el tractaven com un salvatge. Va viure moments difícils, com quan li van preguntar si volia seure amb la dona d'un gran donant, i en comptes d'això va pretendre llançar la cadira al cap de la dona. Mentrestant, Verner lluitava per guanyar més diners i hi havia fet poc progrés en les seves negociacions amb el museu. Aviat va trobar una altra casa per Benga.

#### El Zoològic del Bronx
Seguint el suggeriment de Bumpus, Verner va dur Benga al Zoològic del Bronx el 1906. Allà va permetre a l'home Mbuti viure a les terres lliurement. Es va fer amic d'un orangutan a qui va anomenar Dohong, "el geni que presideix la Casa de Mona", a qui havien ensenyat trucs per a fer espectacles i gestos per imitar el comportament humà. Les actuacions conjuntes al costat de Dohong eren graduals: Benga va gastar part del seu temps en l'exposició de Casa de la Mona, i el zoològic el va animar a penjar-hi la seva hamaca i disparar el llaç i sageta a un objectiu. El primer dia de l'exposició, 8 de setembre de 1906, els visitants van trobar Benga a la Casa de Mona. Aviat, un cartell de l'exposició deia:
L'africà pigmeu, "Ota Benga."

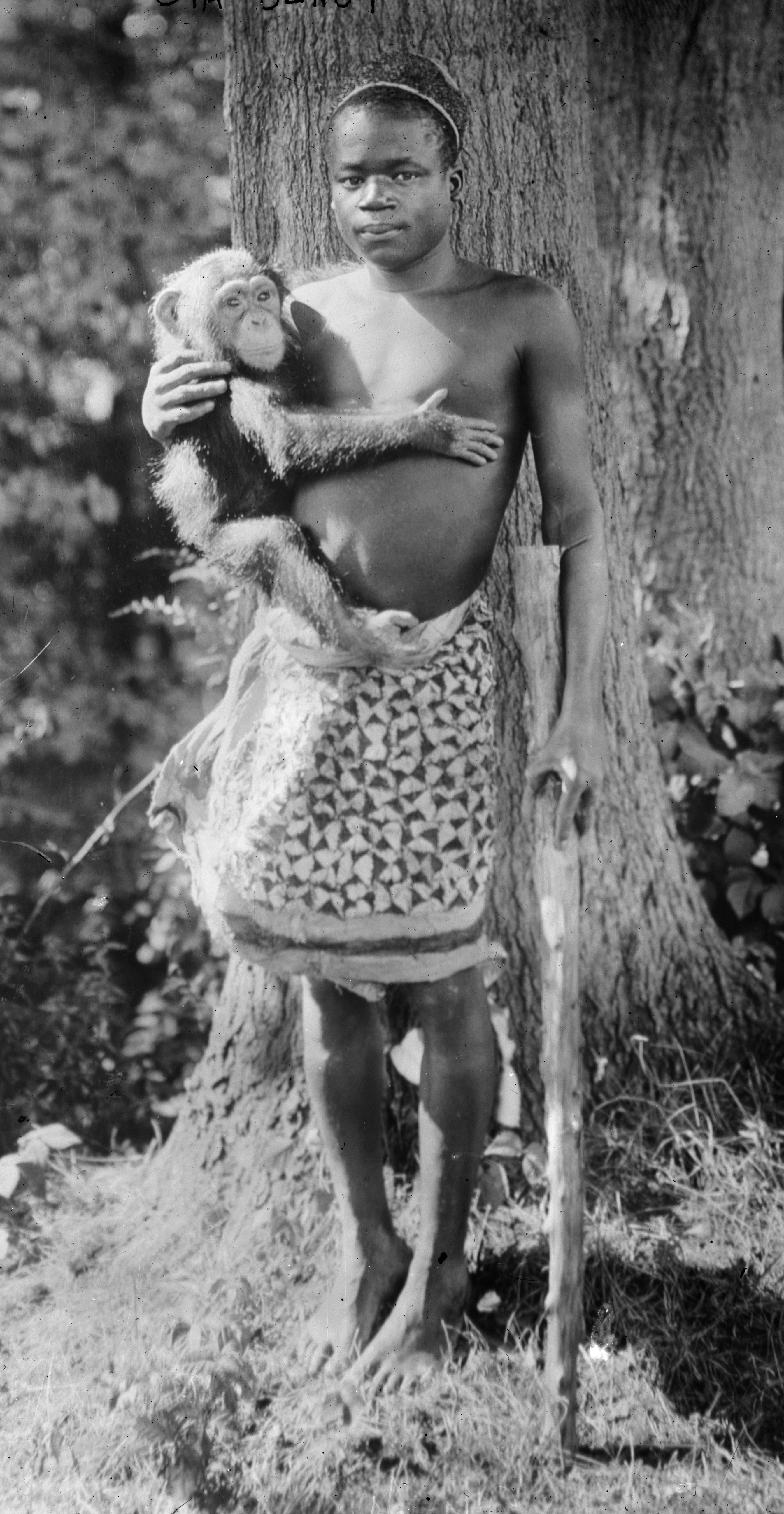
Ota Benga al Zoològic del Bronx el 1906. Només hi ha cinc fotos promocionals de Benga, cap d'elles a la Casa de la Mona. Les càmeres no hi eren permeses.

Edat, 23 anys. Alçada, 4 peus 11 polzades.
Pes, 103 lliures. Portat del
Kasai River, Estat Lliure del Congo, centre-sud Àfrica, per Samuel P. Verner.
 Exhibit cada tarda durant el setembre.

William Hornaday, el director del Zoològic del Bronx, va considerar l'exposició un valuós espectacle per visitants; va rebre el suport de Madison Grant, Secretari de la Wildlife Conservation Society, que va pressionar per posar Ota Benga damunt d'un mostrador sobre els simis al Zoo del Bronx. Una dècada més tard, Grant esdevenia una persona prominent a nivell nacional com a antropòleg racial i eugenicista.

Els clergues africans i americans immediatament van protestar als responsables del zoològic sobre l'exposició. James H. Gordon va dir, 
"La nostra raça, pensem, ja s'ha deprimit prou, sense exhibir un de nosaltres amb els simis... Pensem que som dignes de ser considerats éssers humans, amb ànimes." Gordon va pensar que l'exposició era hostil al cristianisme i una promoció del darwinisme: "La teoria Darwiana és absolutament oposada a cristianisme, i una manifestació pública en el seu favor no hauria de ser permesa."
Un nombre de clergues va donar suport a Gordon.

Dins defensa de l'exposició de Benga com un ésser humà menor, un editorial del The New York Times va suggerir:
No ¡entenem gaire bé tota l'emoció que altres estan expressant en l'assumpte... És absurd de gemegar sobre la humiliació imaginada i la degradació que Benga està patint. Els pigmeus... estan a un nivell molt baix en l'escala humana, i el suggeriment que Benga hauria de ser en una escola en comptes d'una gàbia ignora la probabilitat alta que l'escola seria un lloc... on no es notaria millora en qualsevol cas. La idea que els homes són tots iguals excepte segons si han tingut millors o pitjors oportunitats per tenir una educació sense llibres és ara mateix impossible de contemplar.
Després que la controvèrsia, se li va permetre a Benga passejar per les terres del zoològic. En resposta a la situació, amenaçava físicament i verbal les multituds i va esdevenir més malintencionat i una mica violent. Durant aquest temps, un article del The New York Times va declarar, "és tant dolent que no hi ha cap societat com la Societat per la Prevenció de Crueltat a Nens. Enviem els nostres missioners a Àfrica a cristianitzar les persones, i llavors portem en portem una aquí per brutalitzar-la."
El zoològic finalment va apartar Benga de les terres. Verner va fracassar en els seus intents de trobar feina, però de tant en tant parlava amb en Benga. El dos havien acordat que seria millor pels interessos de Benga que es quedéssin als Estats Units malgrat ser una estrella mal rebuda al zoològic. Cap al final de 1906, Benga va ser alliberat a la custòdia de Gordon Reverend.

### Vida més tardana

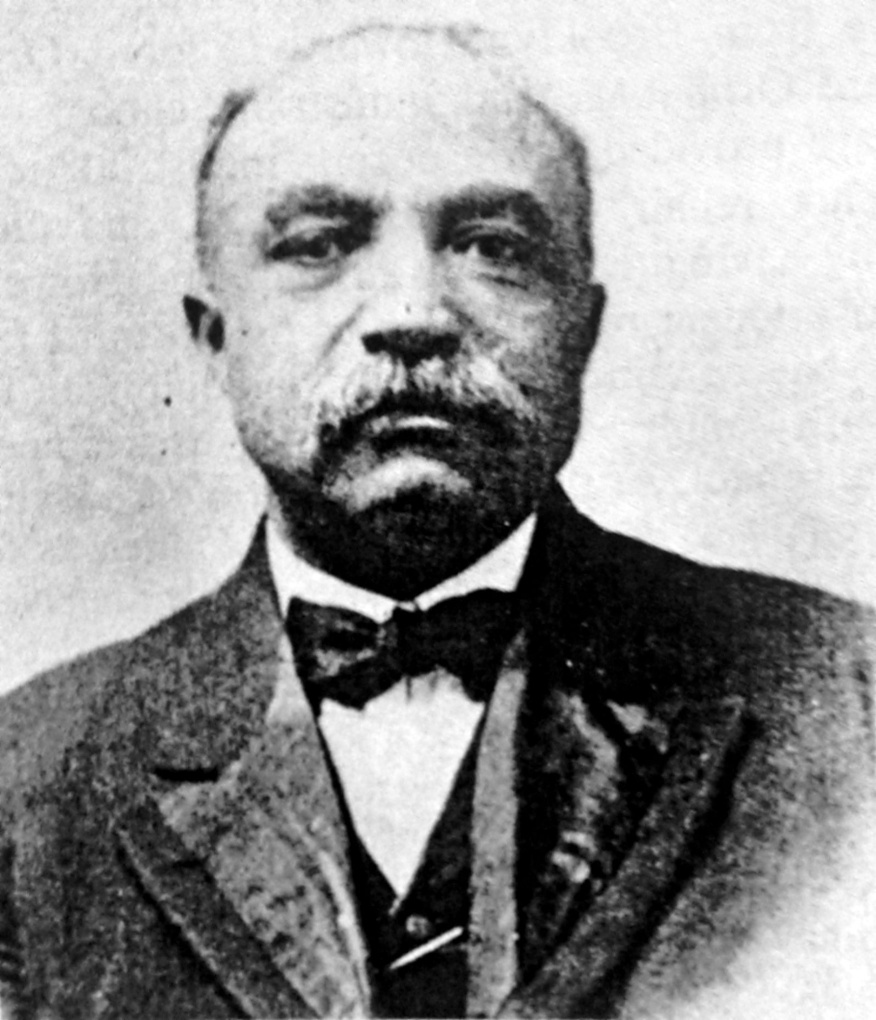
Rev. James Gordon.

Gordon va col·locar Benga a l'asil per orfes Howard Colored, una església-orfenat patrocinat que va supervisar. Mentre continuaven les crítiques a la premsa, el gener de 1910, Gordon va aconseguir portar Benga a Lynchburg, Virginia, on va viure amb la família de McCray. Per facilitar la integració de Benga, Gordon va arreglar les dents de Benga i li va comprar roba d'estil americà. Amb la tutora Anne Spencer, Benga va millorar el seu anglès, i va començar a assistir a l'escola elemental al Baptist Seminary de Lynchburg.
Una vegada que senti el seu anglès havia millorat suficientment, Benga va interrompre la seva educació formal. Va començar a treballar en una fàbrica de tabac de Lynchburg. Malgrat la seva baixa estatura, era un empleat valuós perquè podia pujar grimpant per aconseguir les fulles de tabac sense haver d'aconseguir res més que les mans. Els treballadors amics seus li deien "Bingo." Ell sovint explicava la seva història a canvi de sandvitxos i cervesa. Es va començar a planejar tornar a Àfrica.
El 1914 quan la Primera Guerra Mundial va esclatar, retornar al Congo esdevenia impossible mentre el trànsit de vaixells de passatgers no es reprengués. Estava deprimit per la impossibilitat de dur a la pràctica les seves esperances de tornar. El 20 de març de 1916, als 32 anys, va construir un ceremonial amb foc, es va estellar les dents, i es va disparar al cor amb una pistola robada.
Va ser enterrat en una tomba sense nom de la secció negra del Cementiri Old City, a prop el seu benefactor, Gregory Hayes. En algun moment, les restes d'ambdós es van perdre. La història oral local indica que Hayes i Ota Benga es van traslladar al Cementiri de Rock Blanc, un terra d'enterrament que més tard va caure en l'abandó.

## Llegat
Phillips Verner Bradford, el net de Samuel Phillips Verner, va escriure un llibre sobre l'home Mbuti, titulat "Ota Benga: El Pigmeu en el Zoològic (1992)". Durant la seva recerca pel llibre, Bradford va visitar el Museu americà d'Història Natural, el qual conserva en vida i el cos en guix de Ota Benga. La mostra encara reb el nom de "Pigmeu", en comptes d'indicar el nom de Benga, malgrat les objeccions que van començar fa un segle amb Verner i han continuat altres. La publicació del llibre de Bradford va ser el 1992 inspirat en l'interès estès en la història d'Ota Benga, que ha estimulat molts altres treballs, tant de ficció com de no ficció com:
- 1994 – John Strand's play, Ota Benga, was produced by the Signature Theater in Arlington, Virginia.[31]
- 1997 – The play, Ota Benga, Elegy for the Elephant, by Dr. Ben B. Halm, was staged at Fairfield University in Connecticut.
- 2002 – The Mbuti man was the subject of the short documentary, Ota Benga: A Pygmy in America, directed by Brazilian Alfeu França. He incorporated original movies recorded by Verner in the early 20th century.[32]
- 2005 - A fictionalized account of his life portrayed in the film Man to Man, starring Joseph Fiennes, Kristin Scott Thomas.
- 2006 – The Brooklyn-based band Pinataland released a song titled "Ota Benga's Name" on their album Songs from the Forgotten Future Volume 1, which tells the story of Ota Benga.[5]
- 2006 – The fantasy film The Fall features a highly fictionalized character based on Ota Benga.
- 2007 – McCray's early poems about Benga were adapted as a performance piece; the work debuted at the Columbia Museum of Art in 2007, with McCray as narrator and original music by Kevin Simmonds.
- 2008 – Benga inspired the character of Ngunda Oti in the film The Curious Case of Benjamin Button.[33]
- 2010 - The story of Ota Benga was the inspiration for a concept album by the St. Louis musical ensemble May Day Orchestra[34]
- 2012 – Ota Benga Under My Mother's Roof, a poetry collection, was published by Carrie Allen McCray, whose family had taken care of Benga
- 2012 – Ota Benga was mentioned in the song, "Behind My Painted Smile", by English rapper Akala
- 2015 - Journalist Pamela Newkirk published the biography Spectacle: The Astonishing Life of Ota Benga[35]
- 2016 - Radio Diaries, a Peabody Award-winning radio show, tells the story of Ota Benga in "The Man in the Zoo" on the Radio Diaries podcast.[36]

## Cas similar

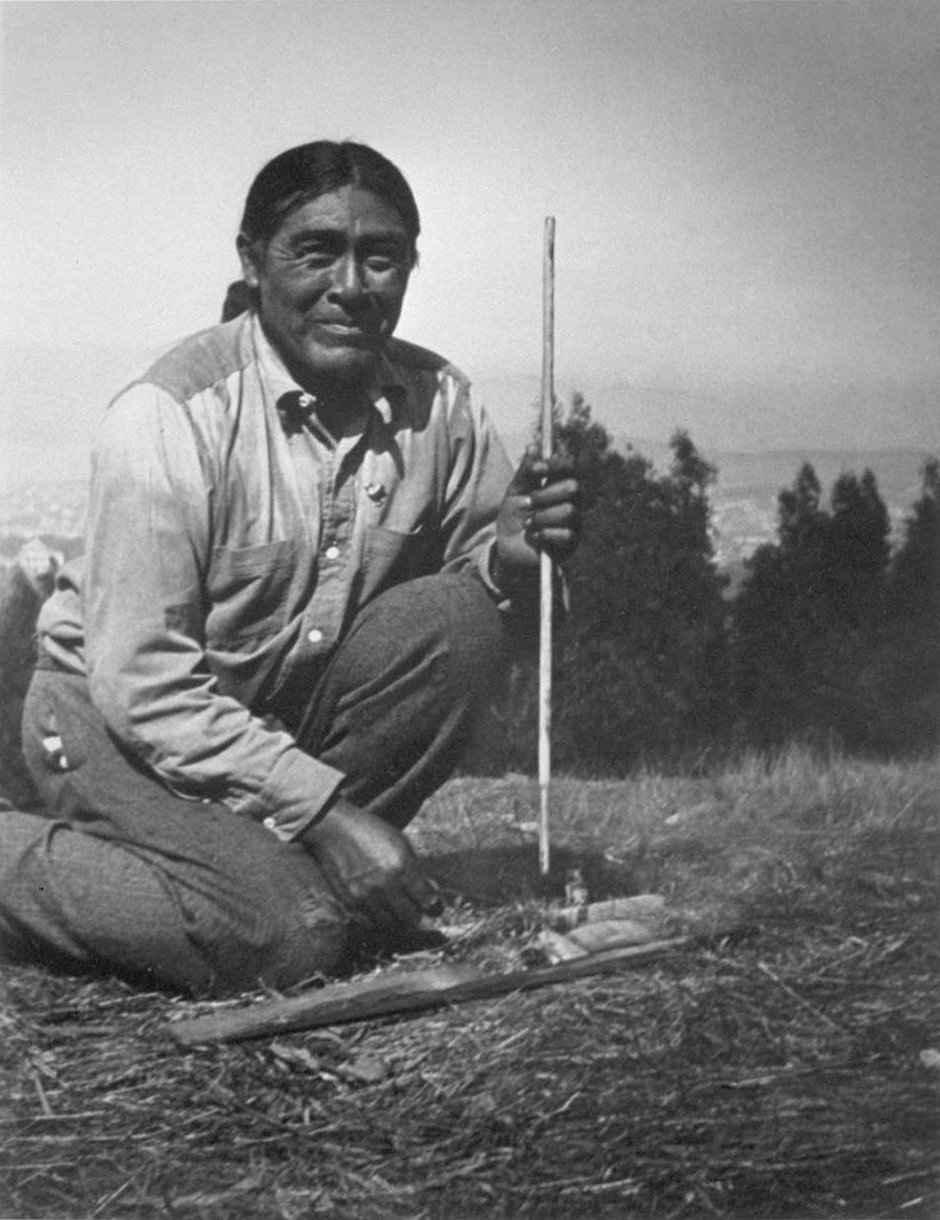
Com Ota Benga, Ishi (un americà Natiu) es va mostrar en un zoològic humà.

Hi ha semblances entre el tractament de Ota Benga i Ishi. Íshi era l'últim membre de la tribu americana nativa del Yahi, i va ser mostrat a Califòrnia al mateix període. Ishi va morir el 25 de març de 1916, cinc dies després de Ota.